# Molí de la Riereta (Avià)
El Molí de la Riereta és un molí fariner que està ubicat a l'entorn de Clarà, al municipi d'Avià, al Baix Berguedà. És un edifici que és considerat patrimoni immoble que té el número 2974 (1990) a l'inventari de patrimoni de la Generalitat de Catalunya i el número d'element 08011/019 al mapa de patrimoni de la Diputació de Barcelona. En aquest inventari està associat a la fitxa de la casa de La Riereta (Avià). Actualment està en bon estat de conservació, és utilitzat com a segona residència i està protegit legalment al BPU, al POUM d'Avià i al DOGC del 12 de juny de 2011.

## Situació geogràfica
El Molí de la Riereta és un molí que hi ha a l'entorn de Clarà, al municipi d'Avià, al Baix Berguedà. Està a la llera de la Riera de Clarà. A prop del molí hi ha la granja de la Riereta, el Forn de la Bauma, la masia de La Bauma i l'església de Sant Serni de Clarà.

## Descripció i característiques
És un molí fariner d'estructura clàssica que està cobert a dues aigües amb teula àrab. Està orientada cap a tramuntana. Fou construït a finals del segle xviii o començaments del segle xix, probablement en substitució d'una construcció més antiga. Les parets són de maçoneria i les finestres i les portes, d'obra vista. A la planta baixa es conserven els mecanismes del molí fariner. Els dos pisos superiors estan adapatats com a segona residència; aquests originàriament eren el casal o habitatge del moliner. La bassa es troba a migdia.
El molí està situat en un desnivell a la riera de Clarà que li atorga l'alçada que necessita per a produir el salt d'aigua. El seu carener és perpendicular a la façana que s'orienta a migdia. Aquesta és asimètrica i té un assecador obert a les golfes que té dos finestrals d'Arc de mig punt que no està situat al centre del carener. A l'altre costat de la riera hi ha una mola subirana per a decorar i al jardí hi ha un antic eix del molí que s'utilitzaq com a taula.

## Història
El molí de la riereta fou propietari de Josep Blanxart i juntament amb la masia del mateix nom fou centre d'una interessant i moderna explotació agropecuària vinculada a l'Institut agrícola de Sant Isidre.
El molí no estava encara en funcionament a inicis del segle XX perquè no apareix al Registre de Matrícula Industrial d'Avià. La primera notícia històrica apareix al Cadastre de 1767, quan Antonio Camps n'era el propietari al mateix temps que el mas de la Riereta i Lluert de Clarà, cosa que ha fet pensar a historiadors que dataria d'aquesta data. Luis Blanxart pare en fou el propietari el 1856. El seu fill va organitzar a la Riereta i al molí una explotació agropecuària moderna que va estar vinculada a l'Institut Agrícola Català de Sant Isidre.